# Ylva Thörn

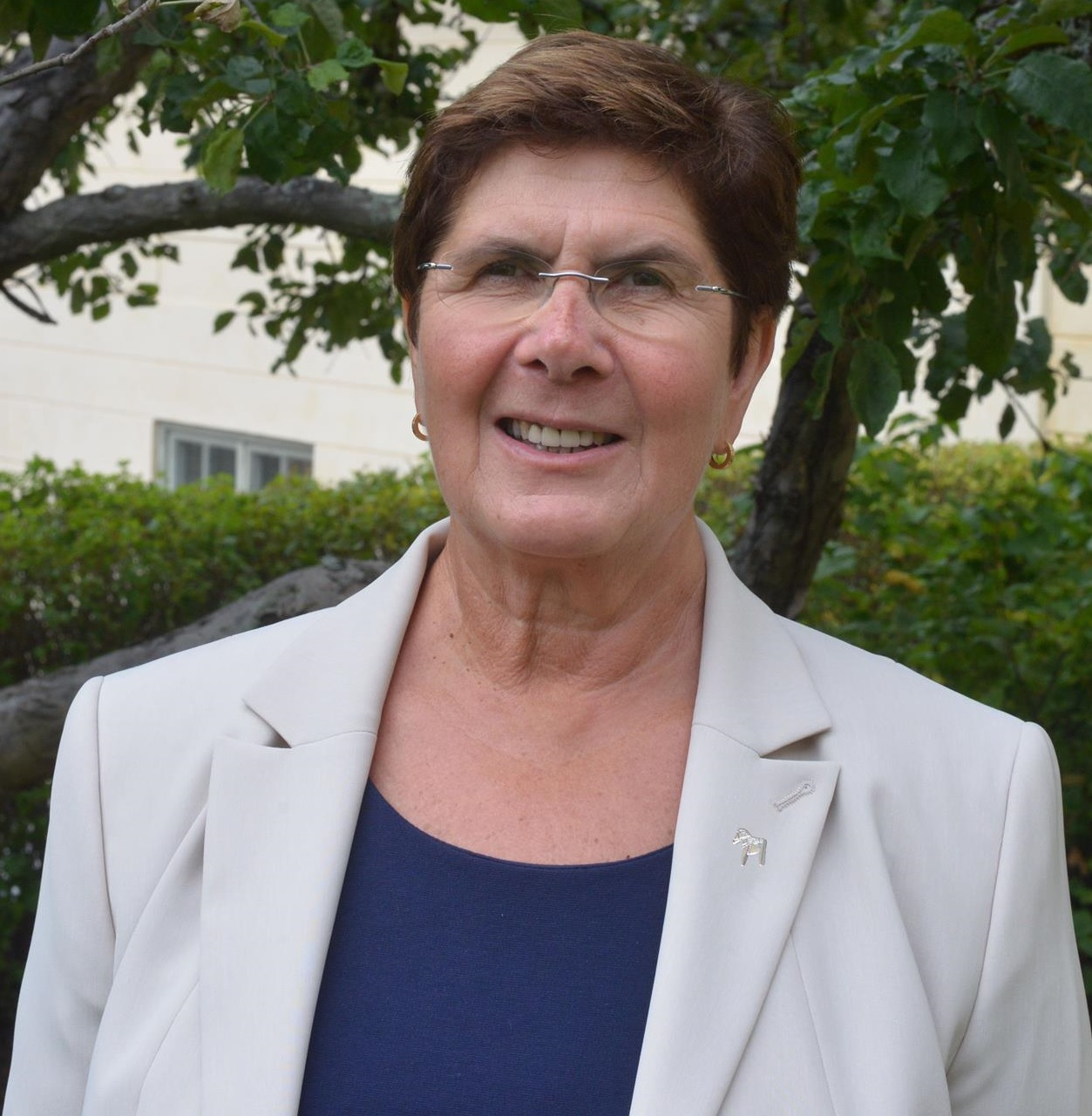
Thörn em 2015

Ylva Thörn (nascida em 2 de agosto de 1954) é uma política sueca e ex-sindicalista.
Nascida em Åtvidaberg, Thörn tornou-se assistente de enfermagem em 1974, inicialmente em Åtvidaberg e depois em Linköping. Ela ingressou no Sindicato dos Trabalhadores Municipais da Suécia (Kommunal) e começou a trabalhar em tempo integral para o sindicato em 1987 como oficial regional. Ela tornou-se presidente da Kommunal em 1996 e, em 2002, tornou-se presidente da Public Services International.
Thörn deixou os seus cargos no sindicato em 2010 e começou a trabalhar para o Partido Operário Social-Democrata da Suécia, tornando-se vice-secretária geral do partido em 2012. Em 2015, foi nomeada governadora do condado de Dalarna.